# Syzygium clusiifolium
Syzygium clusiifolium är en myrtenväxtart som först beskrevs av Asa Gray, och fick sitt nu gällande namn av Carl Müller. Syzygium clusiifolium ingår i släktet Syzygium och familjen myrtenväxter. Inga underarter finns listade i Catalogue of Life.